# Teddy Award

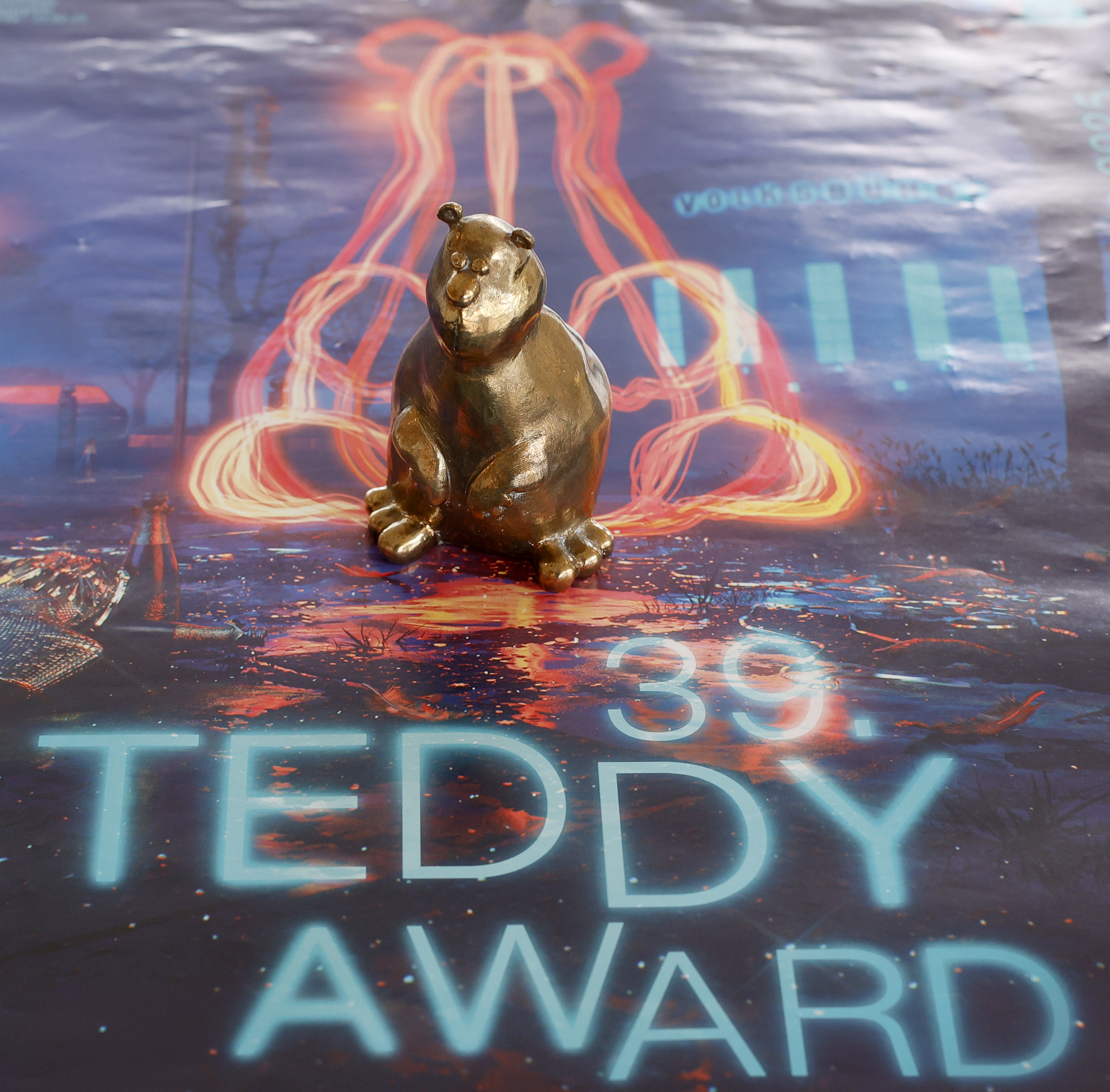
Teddy Award (2025)

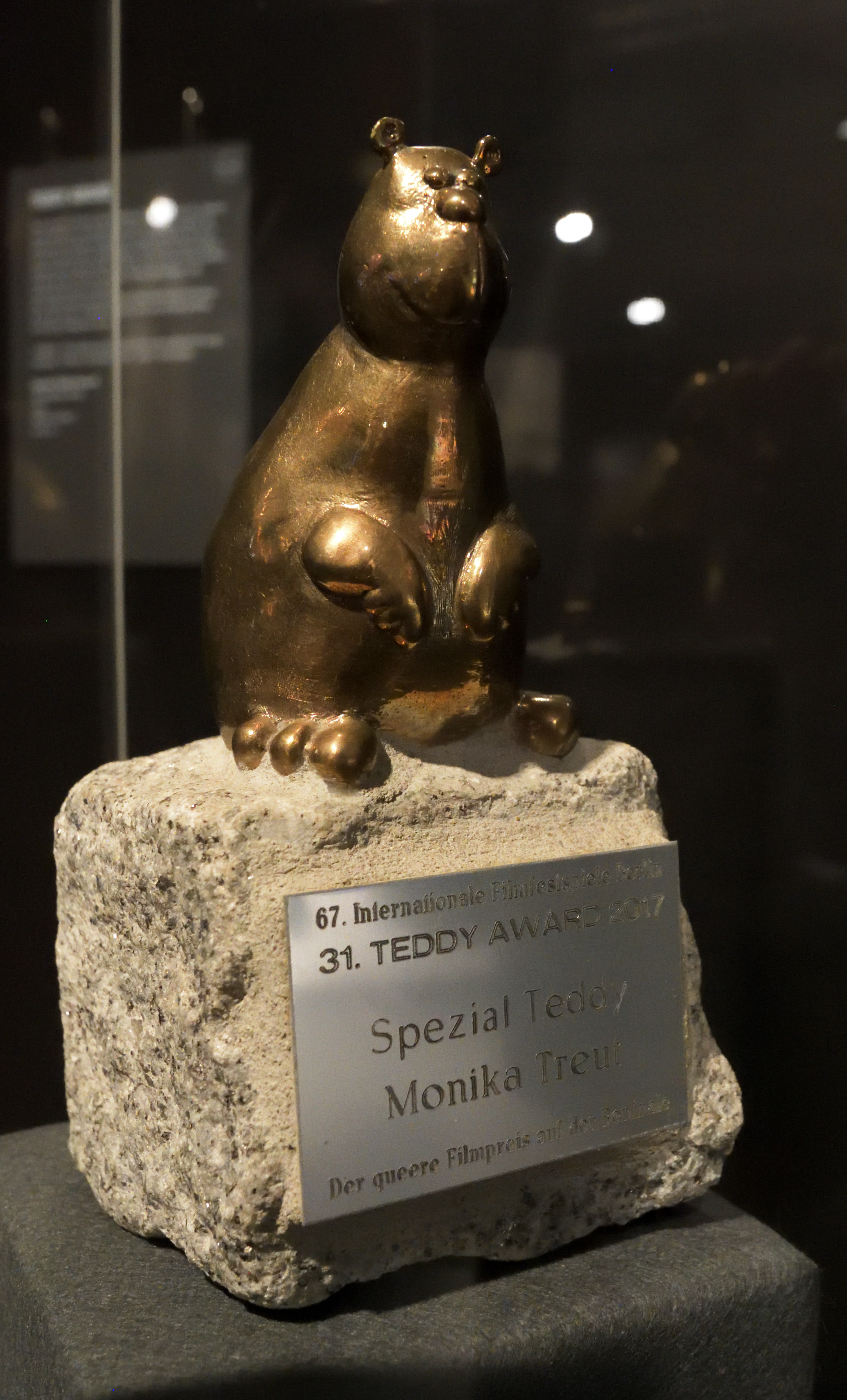
Teddy Award. In diesem Fall für Monika Treuts Lebenswerk 2017.

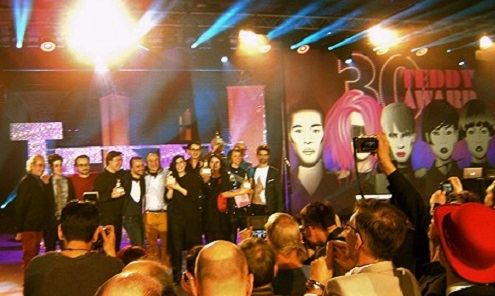
30. Teddy Award – Gewinner bei der Verleihung am 19. Februar 2016

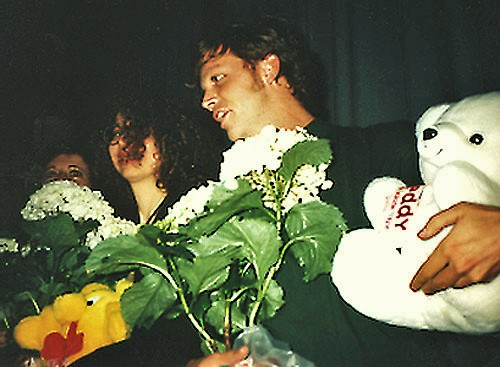
Teddy Award 1991 im Kant Kino Berlin: Gewinner Todd Haynes („Poison“- produziert von Christine Vachon) & Jenny Livingston (Paris brennt) mit Plüsch-Teddy-Preisen

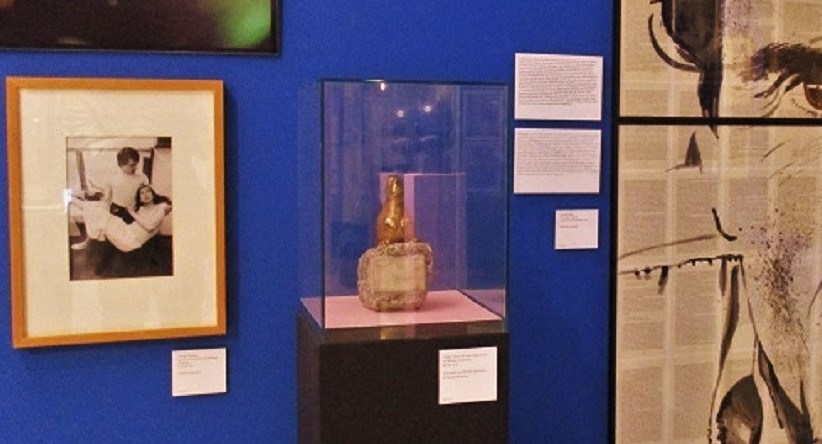
Teddy Award (queer filmaward at Berlinale) für das Lebenswerk Werner Schroeter im „Schwules Museum* Berlin“

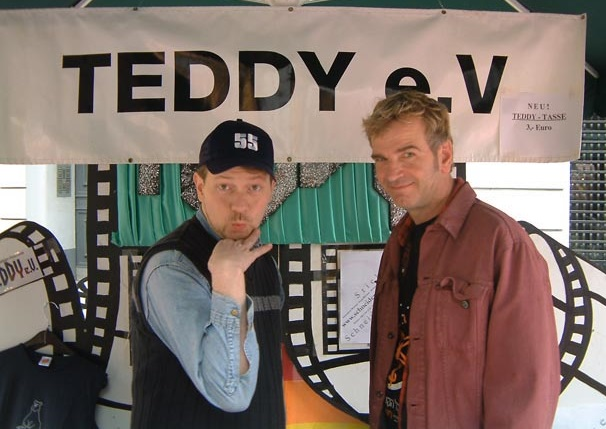
Teddy Award Info-Stand auf dem Schwul-lesbischen Stadtfest, Berlin 2003: BeV StroganoV (Mitglied Teddy e. V.) & Wieland Speck (Leiter Sektion Panorama der Berlinale)

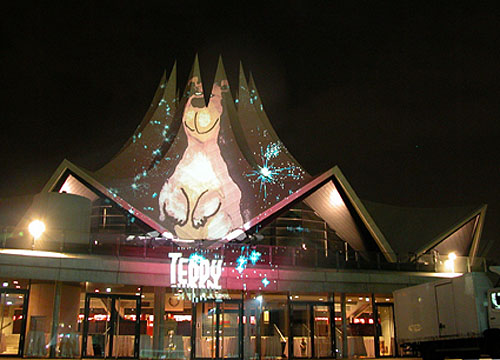
Teddy-Verleihung im Tempodrom, Berlin 2002 mit Beleuchtung auf dem Dach

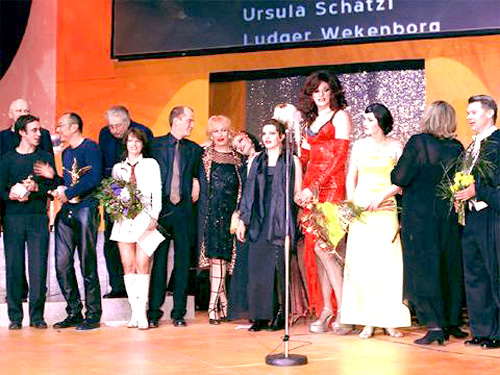
Teddy-Award-Verleihung 2002: Finale mit Preisträgern und Laudatoren

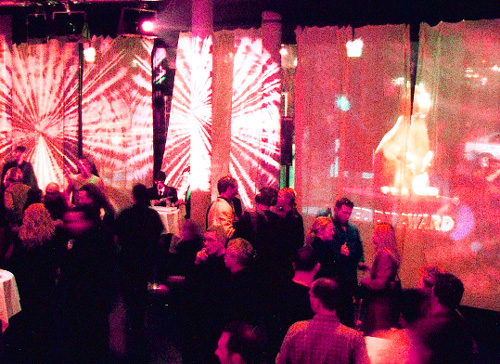
Teddy-Award-Party 2002 im Tempodromfoyer

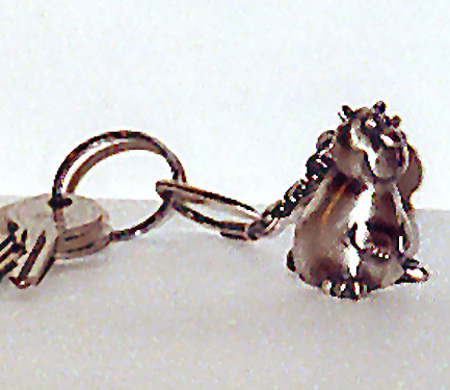
Teddy-Schlüsselanhänger in Silber von der Schmuckdesignerin Astrid Stenzel (Schwermetall, Berlin). Der Teddy-Preis in Miniatur

Der Teddy Award ist der weltweit erste offizielle LGBTIQ-Filmpreis auf einem A-Festival. Aus dem Panorama hervorgegangen, wird der queere Preis seit 1987 in den Kategorien Kurz-, Dokumentar- und Spielfilm an Filme mit schwul-lesbischem bzw. Transgender-Hintergrund aus dem gesamten Berlinale-Programm vergeben. Er wird am Vorabend der Verleihung des Goldenen Bären verliehen. Ab 2025 berechtigt die Auszeichnung mit dem Teddy Award - Bester Dokumentar-/Essayfilm zur Teilnahme am Wettbewerb um einen Oscar.

## Geschichte
1987 wurde aus einer Idee eines schwul-lesbischen Filmpreises der Teddy geboren. Er erhielt seinen Namen als Referenz zum Hauptpreis der Berlinale, dem Goldenen Bären. Als Jury benannten Wieland Speck und Manfred Salzgeber Fachleute, „die alle Filme gesehen hatten“, und gaben der Gruppe den Namen International Gay & Lesbian Film Festival Association (IGLFFA).
Als Gründungsidee wurde gemeinsam formuliert, dass der Teddy über die Homo-Szene hinaus wirken und schwul-lesbischen Filmen die allgemeine und professionelle Medienwirksamkeit verschaffen solle, die ihnen bisher versagt geblieben war.
Der erste Teddy Award ging an Pedro Almodóvar für den Krimi Das Gesetz der Begierde mit dem damals noch fast unbekannten Antonio Banderas und an Gus Van Sant (für zwei Kurzfilme). Beide kannte man damals fast noch nicht. Kurz darauf waren die beiden Weltstars.
1990 gab es die erste große Verleihungs-Gala im SchwuZ (Schwulenzentrum) mit rund 400 Gästen, veranstaltet von BeV StroganoV und den Mitarbeitern des schwulen Buchladens Prinz Eisenherz.
Im Jahr 1992 erkannte das Organisationskomitee der Berlinale den Preis offiziell an und nahm ihn in die Liste der Berlinale-Preise mit auf.
1997 wurde der gemeinnützige Förderverein Teddy e. V. gegründet. Dieser Förderverein sammelt das ganze Jahr über Gelder für die Teddy-Award-Veranstaltung sowie für Preisgelder und leistet Öffentlichkeitsarbeit. Auch die Teddy-Jury hat sich verändert: Seit 1997 besteht sie aus neun (jährlich wechselnden) Personen, die Filmfestivals in aller Welt organisieren oder sich anderweitig um den „queeren Film“ verdient gemacht haben.
Veranstaltungsorte waren ab 1997 das Haus der Kulturen der Welt, das Tempodrom, das Kino International, der Flughafen Berlin-Tempelhof, die Komische Oper Berlin, 2016 zum Jubiläum die STATION-Berlin und 2017 das Haus der Berliner Festspiele.
2016 gab es bei der Berlinale ein Jubiläums-Film-Programm zu 30 Jahre Teddy Award und Rosa von Praunheim drehte zu diesem Anlass die Dokumentation Welcome All Sexes über die Geschichte des Teddy Awards. Kein anderer Regisseur war so oft für den queeren Filmpreis der Berlinale nominiert wie er. 
Für die Jahre 2022, 2023 und 2024 wurde die Volksbühne als Ort für die Teddy-Award-Preisverleihung ausgewählt, als Moderator in allen drei Jahren Brix Schaumburg.
Ab 2025 berechtigt die Auszeichnung mit dem Teddy Award - Bester Dokumentar-/Essayfilm zur Teilnahme am Wettbewerb um einen Oscar.
Die neue Festival-Intendantin Tricia Tuttle bekräftigt im Gespräch mit Filmjournalist Dieter Oßwald die Wichtigkeit der Auszeichnung: "Der Teddy Award ist auch fast 40 Jahre später noch sehr wichtig. Er hatte damals großen Einfluss und trägt immer noch dazu bei, queeres Kino sichtbar zu machen. Viele bedeutende Filmemacher*innen wie Pedro Almodóvar oder unser diesjähriger Jury-Präsident Todd Haynes haben den Teddy gewonnen, und der Preis ist ein unverzichtbarer Teil der Geschichte des Festivals. Wir werden ihn weiterhin bewahren und entwickeln, da er zu unserem Erbe gehört."

## Der Preis
Es gibt drei verschiedene Preiskategorien:
- Kurzfilm-Teddy
- Dokumentar-/Essayfilm-Teddy
- Spielfilm-Teddy

Die Teddy-Jury entscheidet sich manchmal auch zu einer lobenden Erwähnung (Preis der Jury) und der Teddy e. V. vergibt den Special-Teddy für ein künstlerisches Lebenswerk.
Die heutige Preis-Statue ist ein Teddy aus Bronze, welcher auf einem Berliner Pflasterstein sitzt. Die Figur des Teddys basiert auf einer Zeichnung des schwulen Comiczeichners Ralf König, die Statue selbst wurde dreidimensional von der Schmuckdesignerin Astrid Stenzel (Schwermetall, Berlin) realisiert.
2020 wird erstmals der Teddy Activist Award in „Anerkennung des Lebens und des Mutes so vieler Aktivisten, die für den anhaltenden Kampf von sexuellen und geschlechtsspezifischen Minderheiten auf der ganzen Welt gekämpft und sogar ihr Leben gegeben haben“ verliehen.

## Preisträger

### 1980er-Jahre
1987
- Bester Spielfilm: Das Gesetz der Begierde (La ley del deseo) – Regie: Pedro Almodóvar
- Bester Kurzfilm: Five Ways to Kill Yourself und My New Friend – Regie: Gus Van Sant

1988
- Bester Spielfilm: The Last of England – Regie: Derek Jarman
- Bester Dokumentar-/Essayfilm: Rights and Reactions – Regie: Phil Zwickler
- Bester Dokumentar-/Essayfilm: Die Wiese der Sachen – Regie: Heinz Emigholz
- Bester Kurzfilm: Alfalfa – Regie: Richard Kwietniowski
- Preis der Teddy-Jury: Tilda Swinton
- Leserpreis der Siegessäule: The Last of England – Regie: Derek Jarman

1989
- Bester Spielfilm: Looking for Langston – Regie: Isaac Julien
- Bester Spielfilm: Fun Down There – Regie: Roger Stigliano
- Bester Dokumentar-/Essayfilm: Tiny and Ruby: Hell Divin' Women – Regie: Greta Schiller und Andrea Weiss
- Bester Dokumentar-/Essayfilm: Urinal – Regie: John Greyson

### 1990er-Jahre
1990
- Bester Spielfilm: Coming Out – Regie: Heiner Carow
- Bester Dokumentar-/Essayfilm: Tongues Untied – Regie: Marlon T. Riggs
- Bester Kurzfilm: Trojans – Regie: Constantin Giannaris
- Preis der Teddy-Jury: Schweigen = Tod & Positiv – Regie: Rosa von Praunheim

1991
- Bester Spielfilm: Poison – Regie: Todd Haynes
- Bester Dokumentar-/Essayfilm: Paris brennt (Paris Is Burning) – Regie: Jennie Livingston
- Bester Kurzfilm: Relax – Regie: Chris Newby
- Preis der Teddy-Jury: The Making of Monsters – Regie: John Greyson
- Besondere Erwähnung: Forbidden Love (Zapovězená láska) – Regie: Vladislav Kvasnička

1992
- Bester Spielfilm: Together Alone – Regie: P.J. Castellaneta
- Bester Dokumentar-/Essayfilm: Voices from the Front – Regie: David Meieran, Robyn Hut und Sandra Elgear
- Bester Kurzfilm: Caught Looking – Regie: Constantin Giannaris
- Preis der Teddy-Jury: Edward II – Regie: Derek Jarman
- Publikumspreis: Swoon – Regie: Tom Kalin

1993
- Bester Spielfilm: Wittgenstein – Regie: Derek Jarman
- Bester Dokumentar-/Essayfilm: Silverlake Life – Regie: Tom Joslin und Peter Friedman
- Bester Kurzfilm: P(l)ain Truth – Regie: Ilppo Pohjola
- Publikumspreis: Sex is… – Regie: Marc Huestis

1994
- Bester Spielfilm: Go Fish – Regie: Rose Troche
- Bester Dokumentar-/Essayfilm: Coming Out Under Fire – Regie: Arthur Dong
- Bester Kurzfilm: Carmelita Tropicana – Regie: Ela Troyano
- Preis der Teddy-Jury: Remembrance of Things Fast: True Stories Visual Lies – Regie: John Maybury
- Leserpreis der Siegessäule: Heavy Blow – Regie: Hoang Allen Duong
- Publikums-Preis: Erdbeer und Schokolade (Fresa y chocolate) – Regie: Tomás Gutiérrez Alea und Juan Carlos Tabío

1995
- Bester Spielfilm: The Last Supper – Die Henkersmahlzeit (The Last Supper) – Regie: Cynthia Roberts
- Bester Dokumentar-/Essayfilm: Complaints of a Dutiful Daughter – Regie: Deborah Hoffmann
- Bester Kurzfilm: Trevor – Regie: Peggy Rajski
- Preis der Teddy-Jury: Marble Ass – Regie: Želimir Žilnik
- Leserpreis der Siegessäule: Ballot Measure 9 – Regie: Heather McDonald
- Publikums-Preis: Der Priester (Priest) – Regie: Antonia Bird

1996
- Bester Spielfilm: The Watermelon Woman – Regie: Cheryl Dunye
- Bester Dokumentar-/Essayfilm: The Celluloid Closet – Gefangen in der Traumfabrik (The Celluloid Closet) – Regie: Rob Epstein und Jeffrey Friedman
- Bester Dokumentar-/Essayfilm: I’ll Be Your Mirror – Regie: Nan Goldin und Edmund Coulthard
- Bester Kurzfilm: Unbound – Regie: Claudia Morgado Escanilla
- Bester Kurzfilm: Alkali, Iowa – Regie: Mark Christopher
- Preis der Teddy-Jury: Jerry Tartaglia für die Konservierung der Filme von Jack Smith
- Leserpreis der Siegessäule: Paris Was a Woman – Regie: Greta Schiller

1997
- Bester Spielfilm: All Over Me – Regie: Alex Sichel
- Bester Dokumentar-/Essayfilm: Murder and Murder – Regie: Yvonne Rainer
- Bester Kurzfilm: Heldinnen der Liebe – Regie: Nathalie Percillier und Lily Besilly
- Spezial-Teddy: Romy Haag
- Leserpreis der Siegessäule: All Over Me – Regie: Alex Sichel

1998
- Bester Spielfilm: Hold You Tight – Regie: Stanley Kwan
- Bester Dokumentar-/Essayfilm: The Brandon Teena Story – Regie: Susan Muska und Gréta Olafsdóttir
- Bester Kurzfilm: Peppermills – Regie: Isabel Hegner
- Preis der Teddy-Jury: Ang Lakai sa buhay ni selya – Regie: Carlos Siguion-Reyna
- Spezial-Teddy: Richard O’Brien
- Leserpreis der Siegessäule: The Brandon Teena Story – Regie: Susan Muska und Gréta Olafsdóttir
- Besondere Erwähnung: Uncut – Regie: John Greyson

1999
- Bester Spielfilm: Raus aus Åmål (Fucking Åmål) – Regie: Lukas Moodysson
- Bester Dokumentar-/Essayfilm: The Man Who Drove With Mandela – Regie: Greta Schiller
- Bester Kurzfilm: Liu Awaiting Spring – Regie: Andrew Soo
- Preis der Teddy-Jury: to all German gay-lesbian Berlinale films ’99 (Aimée & Jaguar, Lola und Bilidikid, Gendernauts, Ferkel, NY 'NY 'n why not)
- Leserpreis der Siegessäule: Trick – Regie: Jim Fall

### 2000er-Jahre
2000
- Bester Spielfilm: Tropfen auf heiße Steine (Gouttes d'eau sur pierres brulantes) – Regie: François Ozon
- Bester Dokumentar-/Essayfilm: Paragraph 175 – Regie: Rob Epstein und Jeffrey Friedman
- Bester Kurzfilm: Hartes Brot – Regie: Nathalie Percillier
- Preis der Teddy-Jury: Felix (Drôle de Félix) – Regie: Olivier Ducastel und Jacques Martineau
- Preis der Teddy-Jury: CHRISSY – Regie: Jacqui North
- Leserpreis der Siegessäule: Felix (Drôle de Félix) – Regie: Olivier Ducastel und Jacques Martineau

2001
- Bester Spielfilm: Hedwig and the Angry Inch – Regie: John Cameron Mitchell
- Bester Dokumentar-/Essayfilm: Trembling Before G-D – Regie: Sandi Simcha DuBowski
- Bester Kurzfilm: Erè Mèla Mèla – Regie: Daniel Wiroth
- Preis der Teddy-Jury: Forbidden Fruit – Regie: Sue Maluwa-Bruce und Beate Kunath
- Spezial-Teddy: Moritz de Hadeln
- Leserpreis der Siegessäule: Sa tree lex – Regie: Yongjoot Thongkontoon

2002
- Bester Spielfilm: Walking on Water – Regie: Tony Ayres
- Bester Dokumentar-/Essayfilm: Alles über meinen Vater (Alt om min far) – Regie: Even Benestad
- Bester Kurzfilm: Celebration – Regie: Daniel Stedman
- Preis der Teddy-Jury: Juste une femme – Regie: Mitra Farahani
- Leserpreis der Siegessäule: Walking on Water – Regie: Tony Ayres

2003
- Bester Spielfilm: Mil nubes de paz cercan el cielo, amor, jamás acabarás de ser amor – Regie: Julián Hernández
- Bester Dokumentar-/Essayfilm: Ich kenn keinen – Allein unter Heteros – Regie: Jochen Hick
- Bester Kurzfilm: Fremragende Timer – Regie: Lars Krutzkoff und Jan Dalchow
- Spezial-Teddy: Friedrich Wilhelm Murnau
- Leserpreis der Siegessäule: The Event – Regie: Thom Fitzgerald

2004
- Bester Spielfilm: Wild Side – Regie: Sébastien Lifshitz, Frankreich
- Bester Dokumentar-/Essayfilm: The Nomi Song – Regie: Andrew Horn
- Bester Kurzfilm: ¿Con qué la lavaré? – Regie: Maria Trénor
- Spezial-Teddy: Edition Salzgeber
- Leserpreis der Siegessäule: Spy Girls – D.E.B.S. (D.E.B.S.) – Regie: Angela Robinson

2005
- Bester Spielfilm: Un año sin amor – Regie: Anahí Berneri, Argentinien
- Bester Dokumentarfilm: Katzenball – Regie: Veronika Minder
- Bester Kurzfilm: The Intervention – Regie: Jay Duplass
- Leserpreis der Siegessäule: Transamerica – Regie: Duncan Tucker

2006
- Bester Spielfilm: Ang Pagdadalaga ni Maximo Oliveros – Regie: Auraeus Solito
- Bester Dokumentarfilm: Au-Delà de la haine – Regie: Olivier Meyrou
- Bester Kurzfilm: El día que morí – Regie: Maryam Keshavarz
- Preis der Teddy-Jury: Combat – Regie: Patrick Carpentier
- Leserpreis der Siegessäule: Paper Dolls – Regie: Tomer Heymann

2007
- Bester Spielfilm: Ci-Qing/Spider Lilies – Regie: Zero Chou
- Bester Dokumentarfilm: A Walk into the Sea: Danny Williams and the Warhol Factory – Regie: Esther B. Robinson
- Bester Kurzfilm: lobende Erwähnung für Überwachungskamera – Regie: Christoph Heller und Love Hurts – Regie: Marie-Josephin Schneider und Döndü Kılıç
- Spezial-Teddy: Helmut Berger für sein Gesamtwerk
- Leserpreis der Siegessäule: The Bubble – Eine Liebe in Tel Aviv (הבועה) – Regie: Eytan Fox
- Teddy Ballot Volkswagen-Zuschauerpreis: Tagebuch eines Skandals (Notes on a Scandal) – Regie: Richard Eyre
- Besondere Erwähnung: La León – Regie: Santiago Otheguy

2008
- Bester Spielfilm: Die reine Wahrheit über Queen Raquela (The Amazing Truth About Queen Raquela) – Regie: Olaf de Fleur Johannesson
- Bester Dokumentarfilm: Football Under Cover – Regie: David Assmann und Ayat Najafi
- Teddy für den besten Kurzfilm: Tá – Regie: Felipe Sholl
- Preis der Teddy-Jury: Be Like Others – Regie Tanaz Eshaghian
- Leserpreis der Siegessäule „Else“: Be Like Others – Regie: Tanaz Eshaghian
- Teddy Volkswagen-Zuschauerpreis: Football Under Cover – Regie: David Assmann und Ayat Najafi
- Spezial-Teddy: Hans Stempel und Martin Ripkens für ihren mehr als 50-jährigen gemeinsamen Einsatz für die Filmkultur als Filmkritiker, Filmscouts und Filmemacher
- Spezial-Teddy: Keith Collins, Simon Fisher Turner, Isaac Julien, James Mackay und Tilda Swinton da sie sich als Familie, Wegbegleiter und Mitstreiter zusammengeschlossen haben, um das Erbe des britischen Filmemachers Derek Jarman lebendig zu halten.

2009
- Bester Spielfilm: Raging Sun, Raging Sky (Rabioso sol, rabioso cielo) – Regie: Julián Hernández
- Bester Dokumentarfilm: Fig Trees – Regie: John Greyson
- Teddy für den besten Kurzfilm: A Horse Is Not A Metaphor – Regie: Barbara Hammer
- Leserpreis der Siegessäule „Else“: City of Borders – Regie: Yun Suh
- Spezial-Teddy: Joe Dallesandro für seine Verdienste als „Underground“-Filmstar, queeres Idol und Schauspieler
- Spezial-Teddy: John Hurt für seine außergewöhnliche schauspielerische Leistung in dem Film An Englishman in New York.

### 2010er-Jahre
2010
- Bester Spielfilm: The Kids Are All Right – Regie: Lisa Cholodenko
- Bester Dokumentarfilm: La bocca del lupo – Regie: Pietro Marcello
- Teddy für den besten Kurzfilm: The Feast of Stephen – Regie: James Franco
- Preis der Teddy-Jury: Open – Regie: Jake Yuzna
- Spezial-Teddy: Werner Schroeter[7]
- Leserpreis der Siegessäule „Else“: Postcard to Daddy – Regie: Michael Stock

2011
- Bester Spielfilm: Ausente – Regie: Marco Berger
- Bester Dokumentarfilm: The Ballad of Genesis and Lady Jaye – Regie: Marie Losier
- Teddy für den besten Kurzfilm: ex aequo Generations (Regie: Barbara Hammer und Gina Carducci) und Maya Deren's Sink (Regie: Barbara Hammer)
- Preis der Teddy-Jury: Tomboy – Regie: Céline Sciamma
- Spezial-Teddy: Pieter-Dirk Uys
- Leserpreis der Siegessäule „Else“: Stadt Land Fluss – Regie: Benjamin Cantu

2012
- Bester Spielfilm: Keep the Lights On – Regie: Ira Sachs
- Bester Dokumentarfilm: Call Me Kuchu – Regie: Malika Zouhali-Worrall und Katherine Fairfax Wright
- Teddy für den besten Kurzfilm: Loxoro – Regie: Claudia Llosa
- Preis der Teddy-Jury: Jaurès – Regie: Vincent Dieutre
- Spezial-Teddy: Ulrike Ottinger und Mario Montez
- Leserpreis der Siegessäule „Else“: Parada – Regie: Srđjan Dragojević

2013
- Bester Spielfilm: In the Name of … (W imię …) – Regie: Małgośka Szumowska
- Bester Dokumentarfilm: Bambi – Regie: Sébastien Lifshitz
- Bester Kurzfilm: Undress Me (Ta av mig) – Regie: Victor Lindgren
- Preis der Teddy-Jury: Concussion – Regie: Stacie Passon
- Spezial-Teddy: „STEPS for the Future“ – Südafrika
- Leserpreis der Siegessäule „Else“: In the Name of … (W imię …) – Regie: Małgośka Szumowska

2014
- Bester Spielfilm: Heute gehe ich allein nach Hause (Hoje Eu Quero Voltar Sozinho) – Regie: Daniel Ribeiro
- Bester Dokumentarfilm: Der Kreis – Regie: Stefan Haupt
- Bester Kurzfilm: Mondial 2010 – Regie: Roy Dib
- Preis der Teddy-Jury: Pierrot Lunaire – Regie: Bruce LaBruce
- Spezial-Teddy: Rosa von Praunheim und Elfi Mikesch
- Leserpreis der Siegessäule „Else“: 52 Tuesdays – Regie: Sophie Hyde

2015
- Bester Spielfilm: Nasty Baby – Regie: Sebastián Silva
- Bester Dokumentarfilm: The New Man (El hombre nuevo) – Regie: Aldo Garay
- Bester Kurzfilm: San Cristóbal – Regie: Omar Zúñiga Hidalgo
- Preis der Teddy-Jury: Stories of Our Lives – Regie: Jim Chuchu
- Spezial-Teddy: Udo Kier

2016
- Bester Spielfilm: Kater – Regie: Händl Klaus
- Bester Dokumentarfilm: Kiki – Regie: Sara Jordenö
- Bester Kurzfilm: Moms on Fire – Regie: Joanna Rytel
- Preis der Teddy-Jury: You Will Never Be Alone (Nunca vas a estar solo) – Regie: Álex Anwandter
- Spezial-Teddy: Christine Vachon
- Preis der Männer-Leser-Jury: Don’t Call Me Son (Mãe só há uma) – Regie: Anna Muylaert
- Publikumspreis: Théo & Hugo (Théo et Hugo dans le même bateau) – Regie: Olivier Ducastel und Jacques Martineau

2017
- Bester Spielfilm: Eine fantastische Frau (Una mujer fantástica) – Regie: Sebastián Lelio
- Bester Dokumentarfilm: Small Talk (Ri Chang Dui Hua) – Regie: Huang Hui-chen
- Bester Kurzfilm: Min Homosyster (internationaler Titel: My Gay Sister) – Regie: Lia Hietala
- Preis der Teddy-Jury: Close-Knit (Karera ga Honki de Amu toki wa) – Regie: Naoko Ogigami
- Preis „Harvey“ der Männer-Leser*innen-Jury: God’s Own Country – Regie: Francis Lee
- Spezial-Teddy (Teddy Award für ihr Lebenswerk): Monika Treut, deren Film Die Jungfrauenmaschine (1988) in der  Sektion Panorama gezeigt wurde[8]

2018
- Bester Spielfilm: Hard Paint (Tinta Bruta) von Marcio Reolon und Filipe Matzembacher
- Bester Dokumentar-/Essayfilm: Bixa Travesty (Tranny Fag) von Claudia Priscilla und Kiko Goifman
- Bester Kurzfilm: Three Centimetres von Lara Zeidan
- L'Oreal Teddy Newcomer award: Retablo von Álvaro Delgado-Aparicio L.
- Teddy Readers' Award powered by Mannschaft: Die Erbinnen (Las herederas) von Marcelo Martinessi

2019
- Bester Spielfilm: Breve historia del planeta verde (Brief Story from the Green Planet) von Santiago Loza
  - Nominiert: Greta von Armando Praça und Der Boden unter den Füßen von Marie Kreutzer
- Bester Dokumentar-/Essayfilm: Lemebel von Joanna Reposi Garibaldi
  - Nominiert: Searching Eva von Pia Hellenthal und Self-Portrait in 23 Rounds: A Chapter in David Wojnarowicz’s Life, 1989–1991 von Marion Scemama
- Bester Kurzfilm: Entropia von Flóra Anna Buda
- Special Jury Award: A Dog Barking at the Moon von Xiang Zi
- Teddy Readers' Award powered by queer.de: Breve historia del planeta verde (Brief Story from the Green Planet) von Santiago Loza
- Spezial-Teddy: Falk Richter

### 2020er-Jahre
2020
- Bester Spielfilm: Futur Drei von Faraz Shariat
  - Nominiert: Shirley von Josephine Decker und The Twentieth Century von Matthew Rankin
- Bester Dokumentar-/Essayfilm: Si c’était de l’amour (If It Were Love) von Patric Chiha
  - Nominiert: La casa dell’amore (The House of Love) von Luca Ferri und Ein Mädchen (Petite fille) von Sébastien Lifshitz
- Bester Kurzfilm: Playback. Ensayo de una despedida von Agustina Comedi
- Special Jury Award: Days von Tsai Ming-liang
- Teddy Readers' Award powered by queer.de: Futur Drei von Faraz Shariat
- Spezial-Teddy (Teddy Activist Award): Olga Baranova, Maxim Lapunov, David Isteev, porträtiert in Achtung Lebensgefahr! – LGBT in Tschetschenien von David France[10]

2021
- Bester Langfilm: Miguel’s War von Eliane Raheb
- Bester Kurzfilm: International Dawn Chorus Day von John Greyson
- Teddy Jury Award: Instructions for Survival von Yana Ugrekhelidze
- Special Teddy Award: Jenni Olson

2022
- Bester Spielfilm: Três tigres tristes von Gustavo Vinagre
  - Nominiert: Bashtaalak sa'at von Mohammad Shawky Hassan und Girls Girls Girls von Alli Haapasalo
- Bester Kurzfilm: Mars exalté (Exalted Mars) von Jean-Sébastien Chauvin
  - Nominiert: Starfuckers von Antonio Marziale und West by God von Scott Lazer
- Bester Dokumentarfilm: Alis von Clare Weiskopf und Nicolás van Hemelryck
  - Nominiert: Nel mio nome (Into My Name) von Nicoló Bassetti und Nelly & Nadine von Magnus Gertten
- Jury Award: Nelly & Nadine von Magnus Gertten

2023

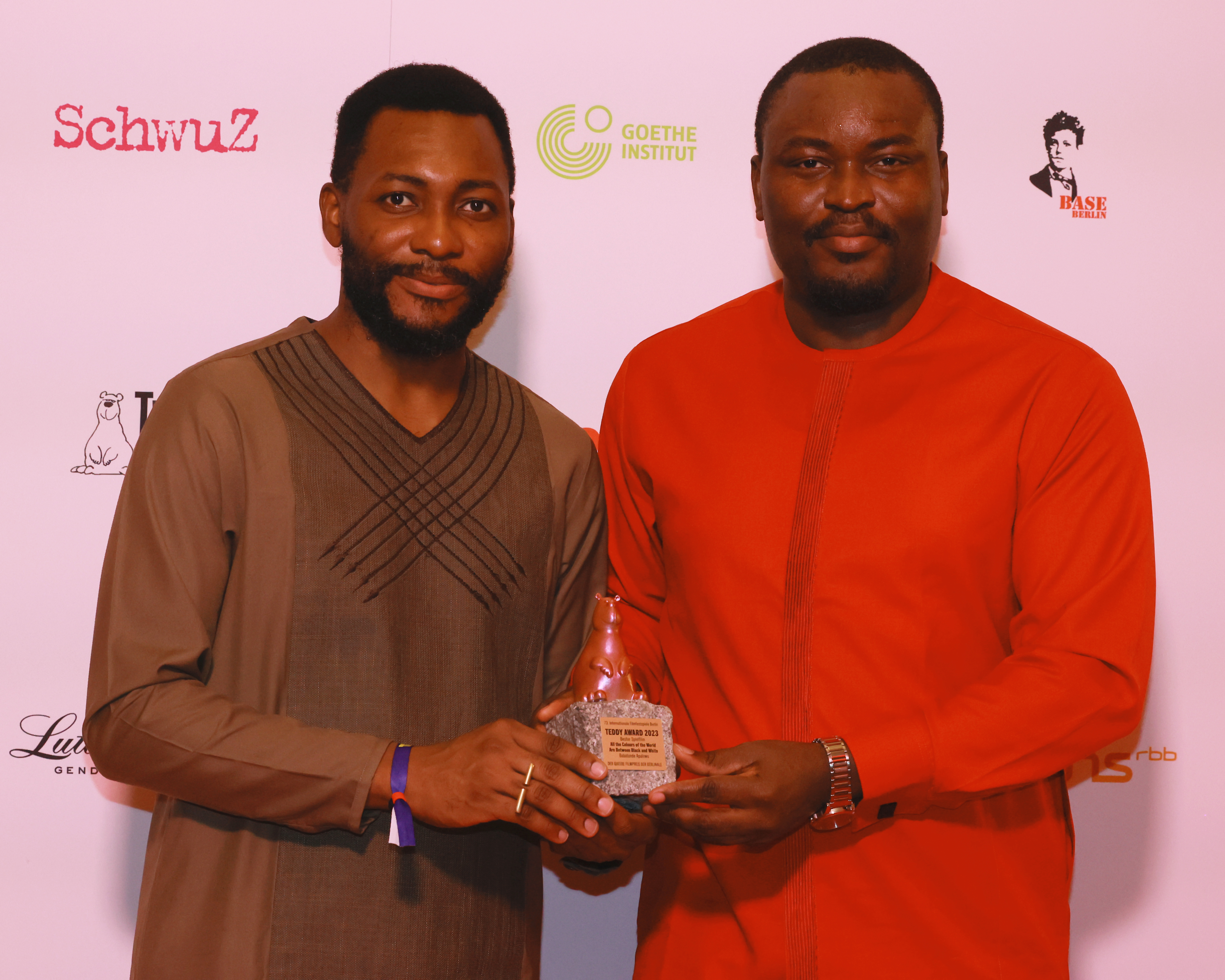
Babatunde Apalowo und Hauptdarsteller Tope Tedela mit dem gewonnenen Teddy Award

- Bester Langfilm: All the Colours of the World Are Between Black and White von Babatunde Apalowo
  - Nominiert[14]:  20.000 Arten von Bienen von Estibaliz Urresola Solaguren, Almamula von Juan Sebastian Torales, Arturo a los 30 von Martín Shanly, Bis ans Ende der Nacht von Christoph Hochhäusler, Drifter von Hannes Hirsch, O estranho von Flora Dias und Juruna Mallon, Femme von Sam H. Freeman, Ng Choon Ping, Green Night von Han Shuai, Între revoluții von Vlad Petri, Knochen und Namen von Fabian Stumm, Manodrome von John Trengove, Motståndaren von Milad Alami, Mutt von Vuk Lungulov-Klotz, Le Paradis von Zeno Graton, Passages von Ira Sachs, Perpetrator – Ein Teil von ihr von Jennifer Reeder und Silver Haze von Sacha Polak

- Bester Kurzfilm: Marungka tjalatjunu von Matthew Thorne und Derik Lynch
  - Nominiert[15]: Crushed von Ella Rocca, Exhibition von Mary Helena Clark, Incroci von Francesca de Fusco, It’s a Date von Nadia Parfan, Nuits blanches von Donatienne Berthereau, Sværddrage von Amalie Maria Nielsen, und To Write From Memory von Emory Chao Johnson
- Bester Dokumentarfilm/Essayfilm: Orlando, meine politische Biographie von Paul B. Preciado
  - Nominiert[16]: Hummingbirds von Silvia Del Carmen Castaños und Estefanía „Beba“ Contreras, Kokomo City von D. Smith, Llamadas desde Moscú von Luís Alejandro Yero, This Is the End von Vincent Dieutre, Transfariana von Joris Lachaise
- Jury Award: Silver Haze von Sacha Polak
- Special Teddy Award: Andriy Khalpakhchi und Bohdan Zhuk

2024

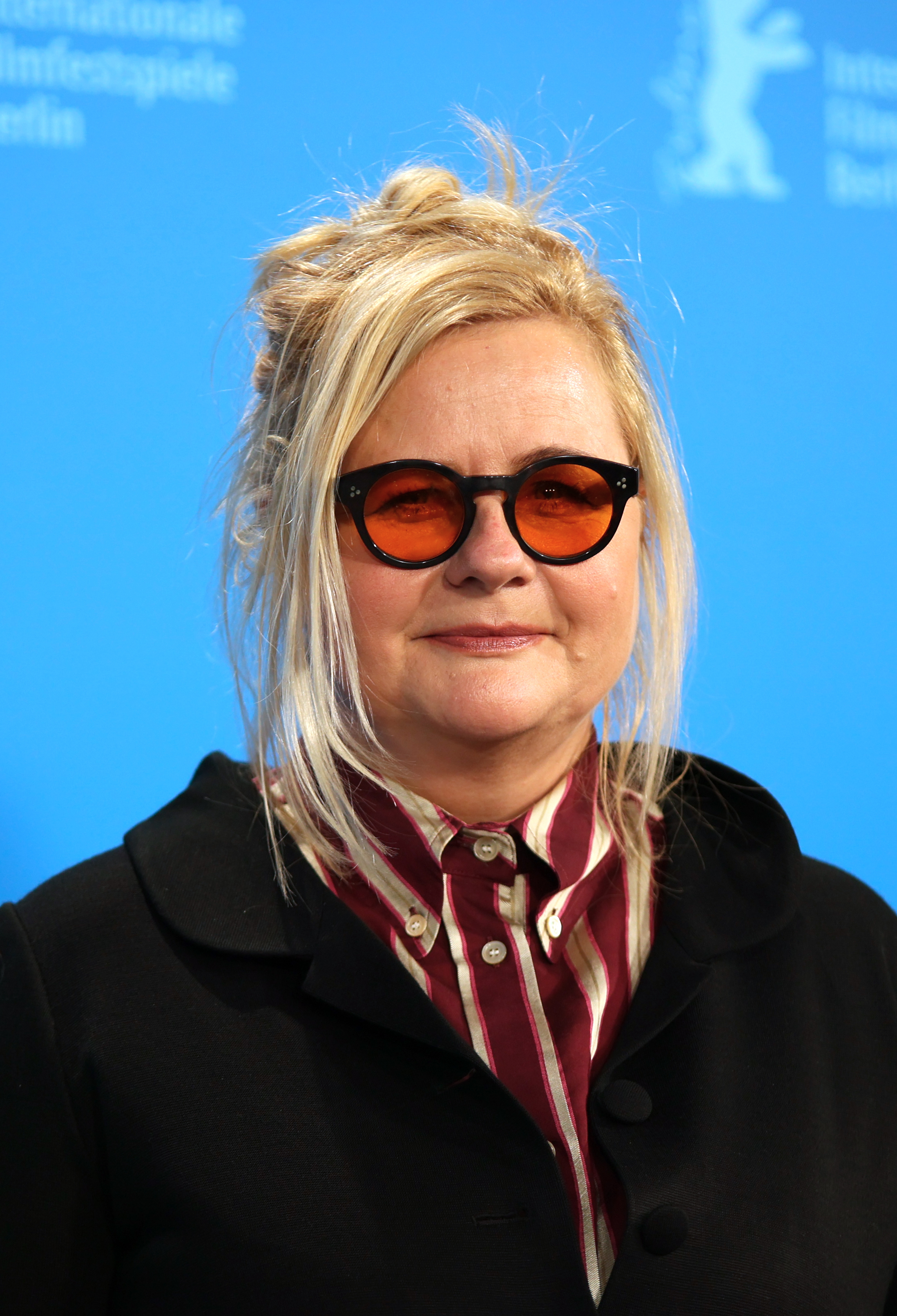
Veronika Franz, Nominierung für Des Teufels Bad

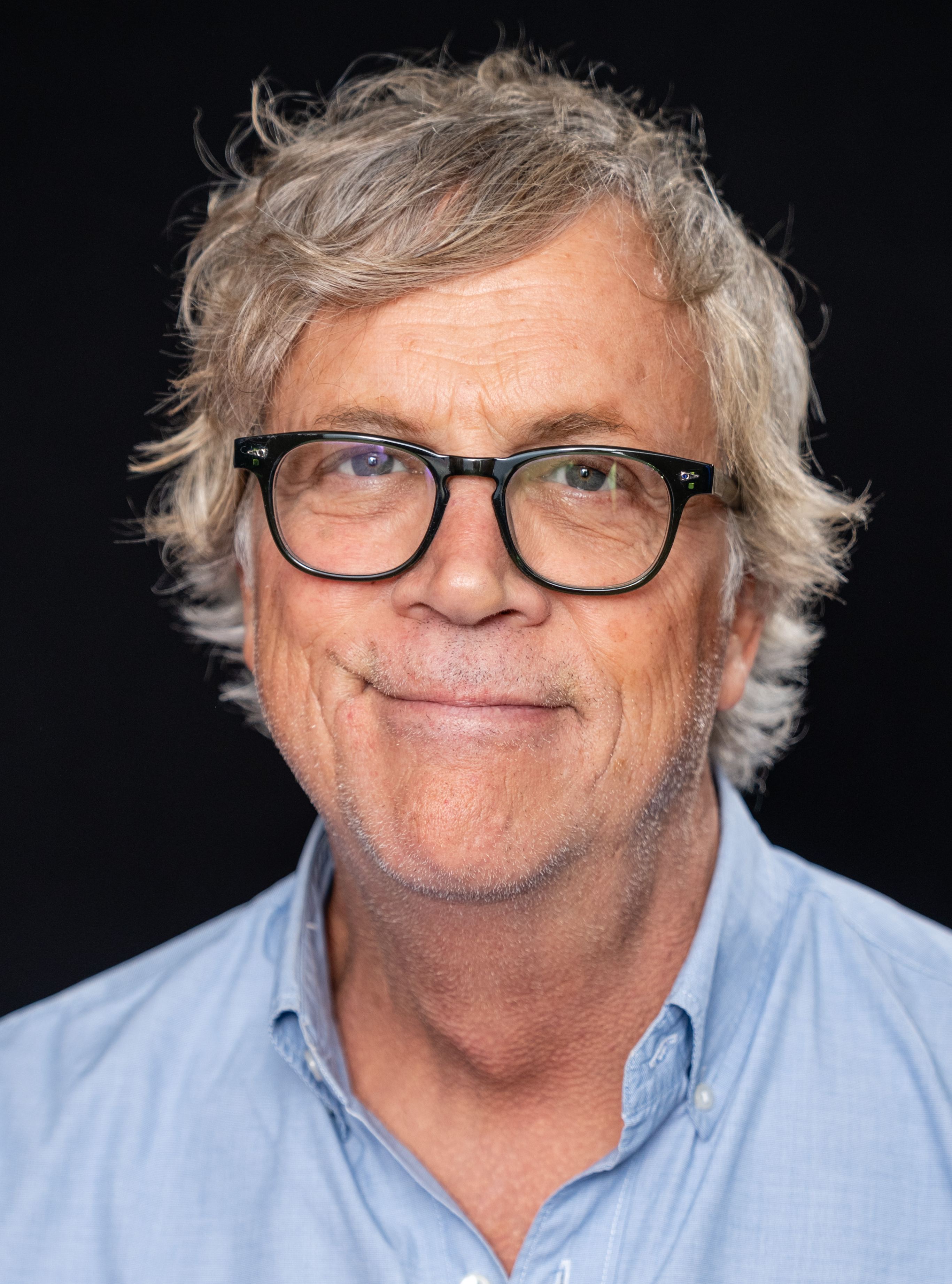
Todd Haynes (2023)

- Bester Langfilm/Spielfilm: All Shall Be Well von de Ray Yeung[17]
  - Ebenfalls nominiert: [18] Betânia von Marcelo Botta, Between the Temples von Nathan Silver, Cidade; Campo von Juliana Rojas, Crossing: Auf der Suche nach Tekla von Levan Akin, Cuckoo von Tilman Singer, Des Teufels Bad von Veronika Franz und  Severin Fiala, Huling Palabas von Ryan Machado, I Saw the TV Glow von Jane Schoenbrun, Langue Étrangère von Claire Burger, Love Lies Bleeding von Rose Glass, Tú me abrasas von Matias Piñeiro, The Visitor von Bruce LaBruce, Young Hearts von Anthony Schatteman
- Bester Dokumentar-/Essayfilm: Teaches of Peaches von Philipp Fussenegger und Judy Landkammer
  - Ebenfalls nominiert:[18] Baldiga – Entsichertes Herz von Markus Stein, Ještě nejsem, kým chci být von Klára Tasovská, Reas von Lola Arias
- Bester Kurzfilm: Grandmamauntsistercat von Zuza Banasińska
  - Ebenfalls nominiert:[18] Al sol, lejos del centro von Luciana Merino und Pascal Viveros, Beurk! von Loïc Espuche, Cura sana von Lucía G. Romero, Detours While Speaking of Monsters von Deniz Şimşek, I Don’t Want To Be Just A Memory von Sarnt Utamachote, Goodbye First Love von Shuli Huang, Un movimiento extraño von Francisco Lezama, Songs of Love and Hate von Saurav Ghimire, Uli von Mariana Gil Ríos, Un invincible été von Arnaud Dufeys
- Jury Award: Crossing: Auf der Suche nach Tekla von Levan Akin
- Special Teddy Award: Lothar Lambert[19]

2025
- Bester Langfilm/Spielfilm: Lesbian Space Princess von Emma Hough Hobbs und Leela Varghese[20]
  - nominiert:[21] A natureza das coisas invisíveis von Rafaela Camelo; Ato noturno von Marcio Reolon und Filipe Matzembacher, Batim von Veronica Nicole Tetelbaum, Come la notte von Liryc Dela Cruz, Dreamers von Joy Gharoro-Akpojotor, Dreams in Nightmares von Shatara Michelle Ford, Duas vezes João Liberada von Paula Tomás Marques, Janine zieht aufs Land von Jan Eilhardt, Kaj ti je deklica von Urška Dukić, Looking for Langston von Isaac Julien, Magic Farm von Amalia Ulman, Peter Hujar’s Day von Ira Sachs, Queerpanorama von Jun Li, Le rendez-vous de l'été von Valentine Cadic, Silent Sparks von Ping Chu, The Trio Hall von Su Hui-yu, Die Zärtlichkeit der Wölfe von Ulli Lommel, Zečji nasip von Čejen Černić Čanak
- Bester Dokumentar-/Essayfilm: Satanische Sau von Rosa von Praunheim
  - nominiert:[21] Monk in Pieces von Billy Shebar, Queer as Punk von Yihwen Chen, Sirens Call von Miri Ian Gossing und Lina Sieckmann
- Bester Kurzfilm: Lloyd Wong, Unfinished von Lesley Loksi Chan
  - nominiert:[21] Casi septiembre von Lucía G. Romero, Extra Life (and Decay) von Stéphanie Lagarde, Howl von Domini Marshall, Julian and the Wind von Connor Jessup, Once Again... (Statues Never Die) von Isaac Julien, Pidikwe von Caroline Monnet, Sous ma fenêtre, la boue von Violette Delvoye; STARS von STARS Collective
- Jury Award: Wenn du Angst hast nimmst du dein Herz in den Mund und lächelst von Marie Luise Lehner
- Special Teddy Award: Todd Haynes